# 美國軍事海運司令部
軍事海運司令部（英語：Military Sealift Command，MSC）是一個控制美國海軍軍用補給船和海運和遠洋運輸的組織。軍事海運司令部負責為美國所有軍事部門以及其他政府機構提供海運和遠洋運輸。它於 1949 年 7 月 9 日首次成立，當時軍事海上運輸勤務（MSTS）全權負責國防部的海洋運輸需求。1970 年，MSTS 更名為軍事海運司令部。
軍事海運指揮艦艇由美國海軍擁有的核心艦隊和其他長期包租的船隻組成，並輔以短期或航次包租的船隻。
- 在期租期間，MSC 控制一艘商船並在租船期限內運營該船。在此期間，船上的船員由平民海員組成，MSC 支付所有費用。期租船舶在港口時不受外國政府檢查，MSC擁有運營控制權。
- 航次包租船舶的船員均由民用海員組成，MSC僅支付貨物運輸費用。這些船舶是租用的，需要接受檢查，MSC 對船舶沒有運營控制權。[3]

海軍擁有的艦艇具有藍色和金色疊加顏色，服役時帶有USNS（美國海軍艦艇）前綴，而不是服役中（帶有 USS 前綴），其船體編號與同等服役艦艇的前綴相同T-和主要是由文職海員[3]或合同船員（參見美國商船隊）組成的文職船員，就像特種任務船的情況一樣。或合同船員（參見美國商船隊）組成的文職船員，就像特種任務船的情況一樣。 一些船隻上可能有海軍或海軍陸戰隊人員，以執行通信和特殊任務功能，或進行部隊保護。 採用包機或同等方式的船舶，保留商業顏色並帶有標準商家前綴MV、SS或GTS，不帶船體編號。
軍事海運司令部由八個項目組成：艦隊加油船（PM1）、特種任務（PM2）、戰略海運（PM3）、拖船、打撈船、補給船和醫院船（PM4）、海運（PM5）、戰鬥後勤部隊（PM6）、遠征移動基地、兩棲指揮艦和電纜層（PM7）和遠征快速運輸船（PM8）。
MSC 向國防部運輸司令部報告國防運輸事務，向海軍艦隊司令部報告海軍特有事務，並向助理海軍部長（研究、開發和採購）報告採購政策和監督事務。

## 結構
軍事海運司令部由以下八種服務項目組成：
- PM1：艦隊加油
- PM2：特種任務
- PM3：海上预置
- PM4：勤務支援
- PM5：海運計劃
- PM6：乾貨和油輪
- PM7：艦隊軍械和乾貨
- PM8：遠征快速運輸

## 區域
軍事海上運輸司令部將全球分為五個區域，並為每個區域設立總部。
- 太平洋軍事海運司令部 (MSCPAC)
  - 總部位於加利福尼亞州聖地亞哥。事實上，第3艦隊、第33特遣隊總部也充當MSCPAC。
- 遠東軍事海運司令部 (MSCFE)
  - 其總部位於新加坡三巴旺。實際上，第 7 艦隊73 特遣部隊總部也兼任 MSCFE。
- 大西洋軍事海運司令部 (MSCLANT)
  - 總部位於弗吉尼亞州諾福克。
- 歐洲/非洲軍事海運司令部 (MSCEURAF)
  - 其總部位於意大利那不勒斯。實際上，第 6 艦隊第 63 特遣部隊總部也充當 MSCEURAF。
- 軍事海上運輸指揮中心 (MSCCENT)
  - 其總部位於巴林麥納麥。實際上，第 5 艦隊第 53 特遣部隊總部也充當 MSCCENT。